# 朱莉·吉布森
朱莉·吉布森（英語：Julie Gibson，1913年9月6日—2019年10月2日），是美国的一名电影演员，在20世纪40年代作品多产。她结过两次婚，第一次于1967年离婚，之后与导演查尔斯·巴顿结婚直到巴顿去世。
朱莉·吉布森出生于刘易斯顿，首部电影是在《Nice Girl?》中饰演一位不知名的角色，1944年出演《Lucky Cowboy》后逐渐被观众熟知。